# Gare de Carignan
Gare de Carignan vasútállomás Franciaországban, Carignan településen.

## Vasútvonalak
Az állomást az alábbi vasútvonalak érintik:
- Mohon–Thionville-vasútvonal

## Kapcsolódó állomások
A vasútállomáshoz az alábbi állomások vannak a legközelebb:
- Gare de Montmédy
- Gare de Sedan